# Eventyret om fjeren og rosen
Eventyret om fjeren og rosen er en fortælling af Josefine Ottesen, udgivet i 1986. Den handler om kongen af Det Smukke Land, som forelsker sig i hejrepigen Ea, men af lutter kærlighed kommer til at svigte hende. Derfor bliver det kongen selv, der må påtage sig at tyde spådommen, som kan frelse både hans eget land og Fuglelandet fra den truende sump.
Råmanuskriptet til bogen er skrevet på kun 10 dage, mens Josefines mor var meget syg og lå på hospitalet og Josefine boede i hendes hus. Det var en hård proces, der da også var skyld i, at bogen udkom uden den slutning, Josefine oprindelig havde tænkt sig. Men 20 år senere er Eventyret om fjeren og rosen blevet genudgivet i en gennemskrevet udgave og med den slutning, der oprindelig var Josefines ønske. Tilligemed er der i jubilæumsudgaven også en CD med den musik som Josefines mand, musikeren Jan Schønemann, har skrevet til fortællingen og som de sammen optræder med som koncertfortælling med Søgaard/Schønemanns kvartet
Josefine Ottesen modtog i 1987 Kulturministeriets Børnebogspris for bogen.